# L'Ultime Guerrier
 (décembre 2020).
 (juin 2023).
La mise en forme du texte ne suit pas les recommandations de Wikipédia : il faut le « wikifier ».
Les points d'amélioration suivants sont les cas les plus fréquents :
- Les titres sont pré-formatés par le logiciel. Ils ne sont ni en capitales, ni en gras.
- Le texte ne doit pas être écrit en capitales (les noms de famille non plus), ni en gras, ni en italique, ni en « petit »…
- Le gras n'est utilisé que pour surligner le titre de l'article dans l'introduction, une seule fois.
- L'italique est rarement utilisé : mots en langue étrangère, titres d'œuvres, noms de bateaux, etc.
- Les citations ne sont pas en italique mais en corps de texte normal. Elles sont entourées par des guillemets français : « et ».
- Les listes à puces sont à éviter, des paragraphes rédigés étant largement préférés. Les tableaux sont à réserver à la présentation de données structurées (résultats, etc.).
- Les appels de note de bas de page (petits chiffres en exposant, introduits par l'outil «  Source ») sont à placer entre la fin de phrase et le point final[comme ça].
- Les liens internes (vers d'autres articles de Wikipédia) sont à choisir avec parcimonie. Créez des liens vers des articles approfondissant le sujet. Les termes génériques sans rapport avec le sujet sont à éviter, ainsi que les répétitions de liens vers un même terme.
- Les liens externes sont à placer uniquement dans une section « Liens externes », à la fin de l'article. Ces liens sont à choisir avec parcimonie suivant les règles définies. Si un lien sert de source à l'article, son insertion dans le texte est à faire par les notes de bas de page.
- La présentation des références doit suivre les conventions bibliographiques. Il est recommandé d'utiliser les modèles {{Ouvrage}}, {{Chapitre}}, {{Article}}, {{Lien web}} et/ou {{Bibliographie}}. Le mode d'édition visuel peut mettre en forme automatiquement les références.
- Insérer une infobox (cadre d'informations à droite) n'est pas obligatoire pour parachever la mise en page.

Pour une aide détaillée, merci de consulter Aide:Wikification.
Si vous pensez que ces points ont été résolus, vous pouvez retirer ce bandeau et améliorer la mise en forme d'un autre article.
L'Ultime Guerrier (en anglais Deadliest Warrior) est une émission de télévision américaine de 2001 dans laquelle des informations sur des guerriers historiques ou modernes et leurs armes sont utilisées pour déterminer lequel d'entre eux est le plus « mortel », basé sur des tests effectués au cours de chaque épisode. L'émission se caractérisait par son utilisation de données compilées pour créer une dramatisation de la bataille à mort des guerriers. Elle a duré trois saisons.

## Développement
L'émission a été initialement développée par Morningstar Entertainment et a depuis été transférée à la société de production 44 Blue . Le showrunner (producteur superviseur) de la première saison était Tim Prokop. Tim Warren est devenu le showrunner au cours de la deuxième saison et a continué avec le spectacle lors de son passage à 44 Blue et la troisième saison. Le conseiller historique des première et deuxième saisons et producteur associé de la deuxième saison était Barry C. Jacobsen, qui a représenté l'équipe Spartan dans la saison 1. Il a également travaillé avec le producteur associé Ryo Okada sur la préparation du contenu et la sélection des guerriers pour les deux premières saisons.